# Vabres (Gard)
Vabres ist eine Gemeinde im französischen Département Gard in der Region Okzitanien. Sie gehört zum Kanton La Grand-Combe im Arrondissement Alès. Sie grenzt im Nordwesten an Saint-Bonnet-de-Salendrinque, im Norden an Thoiras-Corbès, im Osten an Saint-Félix-de-Pallières, im Süden an Monoblet und im Südwesten an Lasalle.

## Bevölkerungsentwicklung
| Jahr      | 1962 | 1968 | 1975 | 1982 | 1990 | 1999 | 2006 | 2013 |
| --------- | ---- | ---- | ---- | ---- | ---- | ---- | ---- | ---- |
| Einwohner | 67   | 65   | 49   | 62   | 75   | 102  | 100  | 104  |